# La jaula de oro (pel·lícula de 1988)
La jaula de oro és una pel·lícula mexicana filmada a Mèxic i els Estats Units dirigida per Sergio Véjar i estrenada el 1988. Està inspirada en la cançó del mateix nom.

## Sinopsi
Una família de mexicans residents als Estats Units originàries de Zacatecas porten gairebé 13 anys vivint a Los Angeles i reprentinamente passa per diversos problemes socials i econòmics en aquest país degut a la llei Simpson-Rodino. A això se suma el xoc de cultures i idiosincràsia així com una tragèdia familiar, per la qual cosa decideixen tornar al Mèxic que tant enyoraven.

## Repartiment
- Fernando Almada és Rodolfo, majordom d'una fàbrica.
- Mario Almada és Reynaldo, germà de Rodolfo i treballador il·legal.
- Cecilia Camacho és Margarita, filla de Reynaldo.
- Carmen del Valle és [María] José, esposa de Reynaldo.
- Hernán Hernández és Agustín, fill de Reynaldo.
- Jorge Hernández és Tony, nuvi d'Alicia.
- Raúl Hernández és Jimmy, espòs d'Hortensia.
- Bernabé Melendrez és "El Gatillero".
- Pedro Rivera és Fred.
- Humberto Luna és Arney.
- Luis Achinelli és el Bill, nuvi de Margarita.
- Héctor Sáez és Johnny, fill de Reynaldo.
- Fidel Funes és Raúl, un emigrant il·legal guatemalenc.
- Amalia González és Alicia, germana de Raúl i emigrant il·legal guatemalenca.
- Miguel Ángel Arenas
- Oscar Lara
- Guadalupe Olivera
- Elvira Debal és Inés, germana de Rodolfo i Reynaldo.
- Isabel Montañez és Hotensia, filla de Reynaldo.
- Gustavo Véjar
- Mario Sánchez
- Guillermo Romo
- María Elida Arreola
- Arturo Javier Díaz
- José Cabrera
- Enrique Franco és el cap de la fàbrica on treballen Rodolfo i Reynaldo.
- Blanca Camargo
- Víctor Hugo Valle
- Anabella Velarde
- Elías Lavemant

## Banda sonora
- La jaula de oro (Enrique Franco) - Los Tigres de Norte[5]
- América (Enrique Franco) - Los Tigres de Norte
- La hierba se movía (Arturo Ortiz) - Fidel Funes
- México lindo (Cucho Monge) - Los Tigres de Norte
- Yo soy mexicano (Esperón/Cortazar) - Los Tigres de Norte
- Como México no hay dos (Pepe Guízar) - Los Tigres de Norte
- Corrido del norte (Pepe Guízar) - Los Tigres de Norte
- Qué bonita es mi tierra (Rubén Fuentes) - Los Tigres de Norte
- La canción mixteca (José López Alavez) - Los Tigres de Norte
- El muñeco (Miguel Alfano) - Fidel Funes
- Las locuras de Fidel (Clemente Contreras) - Fidel Funes